# Karl Heinrich Barth
Karl Heinrich Barth (ur. 12 lipca 1847 w Piławie, zm. 23 grudnia 1922 w Berlinie) – niemiecki pianista i nauczyciel gry na fortepianie.
Kształcił się u Hansa von Bülowa i Karola Tausiga, a następnie u Ferenca Liszta. W 1871 został zatrudniony w berlińskiej Wyższej Szkole Muzycznej jako nauczyciel gry na fortepianie. Kształcił głównie solistów. Współpracował z nauczycielem skrzypiec, Josephem Joachimem. 
Do jego najsłynniejszych wychowanków należą Artur Rubinstein (od 1897) i Wilhelm Kempff (od 1904).